# Stanisław Nater
Stanisław Nater (ur. 17 lutego 1929 w Wieszkowie, zm. 26 września 2013 w Lesku) – polski artysta fotograf. Członek rzeczywisty i Artysta Fotoklubu Rzeczypospolitej Polskiej. Członek rzeczywisty Okręgu Roztoczańsko-Podkarpackiego Związku Polskich Fotografów Przyrody.

## Życiorys
Pochodził spod Poznania. W młodości odbywał służbę wojskową w batalionie milicyjnym w Lubaczowie, po czym służył w szeregach Milicji Obywatelskiej przy organizacji posterunków na obszarze powiatu ustrzyckiego wcielonego do granic PRL. Po odejściu ze służby pracował przy budowie zapory Myczkowce, a potem przy zaporze w Solinie, sprawując stanowisko w dziale zatrudnienia i kadr. W tym czasie hobbystycznie fotografował. Z czasem został fotografem w swoim miejscu pracy. W ramach kształcenia w tym zawodzie zdał egzamin czeladniczy i mistrzowski.
Związany z podkarpackim środowiskiem fotograficznym, przez wiele lat mieszkał w Lesku, gdzie w latach 1968-1997 prowadził własny zakład fotograficzny, który z czasem stał się firmą rodzinną. Fotografią zajmował się od 1951. W 1977 zdobył uprawnienia mistrzowskie w dziedzinie fotografii. W 2005 został członkiem rzeczywistym Okręgu Roztoczańsko-Podkarpackiego Związku Polskich Fotografów Przyrody. 
Autor i współautor wystaw fotograficznych, jest autorem oraz współautorem wielu wydawnictw i albumów fotograficznych - poświęconych głównie Podkarpaciu. W 2011 został przyjęty w poczet członków rzeczywistych Fotoklubu Rzeczypospolitej Polskiej Stowarzyszenia Twórców (legitymacja nr 312).
Miał dwóch synów.

## Odznaczenia
- Złoty Krzyż Zasługi
- Odznaka honorowa „Zasłużony dla Kultury Polskiej”
- Odznaka „Zasłużony dla Województwa Rzeszowskiego”
- Odznaka „Zasłużony dla Bieszczadów”
- Złoty Medal „Zasłużony dla Fotografii Polskiej” (2011)[9][14]

Źródło

## Publikacje (albumy)
- Solina (2003)[15]
- Bieszczady
- Cerkiew i jej misterium
- Sanok
- Lesko
- Tamte lata, tamte dni (2012)[16][17][18]

Źródło